# Charles Leweck
Charles Leweck (né le 19 juillet 1983) est un footballeur luxembourgeois.

## Carrière
Leweck est issu du centre de formation des Young Boys Diekirch. En 2003, il est transféré au club de l'Etzella Ettelbruck et y joue 7 saisons, au cours desquelles il inscrit 25 buts en 147 matches et atteint la finale de la Coupe du Luxembourg en 2004. 
En 2010, il quitte le nord pour jouer à la Jeunesse d'Esch et rejoint ainsi son frère Alphonse, mais il n'y reste qu'une saison et revient finalement à Ettelbruck. 
Il est international luxembourgeois entre 2004 et 2013. Il honore sa première sélection le 25 février 2004 lors d'un match contre les îles Féroé (défaite 2-4). Il joue au total 40 matchs avec la sélection.

## Palmarès
- Finaliste de la Coupe du Luxembourg en 2004 avec l'Etzella Ettelbruck